# Rüdlingen
Rüdlingen är en ort och kommun i kantonen Schaffhausen, Schweiz. Kommunen har 799 invånare (2023).
Tillsammans med kommunen Buchberg bildar Rüdlingen en exklav inom kantonen Schaffhausen. De båda kommunerna omges helt av kantonen Zürich och tyska Baden-Württemberg.